# Rio Jacuípe (Bahia)
O rio Jacuípe é um curso de água que banha o estado da Bahia, no Brasil.

## Etimologia
"Jacuípe" se origina do tupi antigo îaku'ype, que significa "no rio dos jacus", através da junção de îaku, jacu, 'y, rio, e pe, em.

## Descrição
É um caudaloso rio, genuinamente baiano, que compõe a bacia do Paraguaçu. Tem suas nascentes no município de Morro do Chapéu em uma altitude de 1 011 metros. Desce sertão abaixo pelo semiárido ao norte do piemonte da Chapada Diamantina, formando a bacia do Jacuípe, banhando vários municípios da vasta região do semiárido baiano. Chegando ao município de Antônio Cardoso, desemboca no rio Paraguaçu, compondo o lago da barragem da Pedra do Cavalo e, daí, segue pelas cidades de Conceição da Feira, Governador Mangabeira, Cachoeira, São Félix e Maragojipe, chegando à Baía de Todos os Santos, onde desemboca na região metropolitana de Salvador.
Possui alguns afluentes, pequenos rios temporários, riachos e também muitos cursos d'água, que o abastecem.
Existem, em seu curso, algumas barragens de represamento de grande importância no abastecimento de água potável para grande parte da população da bacia do Jacuípe, servindo também à agricultura e à pecuária.
Dentre as principais barragens, a João Durval Carneiro, localizada nos municípios de São José do Jacuípe e Várzea da Roça, é a mais importante, sendo a terceira maior barragem do estado da Bahia.